# کمیته ضدشکنجه ملل متحد
کمیته ضدشکنجه ملل متحد (انگلیسی: Committee Against Torture (CAT)) متشکل از کارشناسان حقوق بشر سازمان ملل متحد است که بر تدابیر و اجرای مقررات مربوط به کنوانسیون ملل متحد علیه شکنجه در تمامی کشورهای عضو نظارت دارد. کمیته ضد شکنجه هشتمین کمیته سازمان ملل متحد در ارتباط به معاهدات حقوق بشر است. همه طرفهای دولتی تحت کنوانسیون ملل متحد علیه شکنجه موظف هستند گزارش‌های منظمی را به کمیته ضدشکنجه ملل متحد مبنی بر چگونگی اجرای آن ارسال کنند. پس از تصویب توسط کنوانسیون، دولت‌ها موظف به ارائه گزارش سالانه هستند، پس از آن کشورها هر چهار سال یک بار نیز ملزم به دادن گزارش هستند. کمیته گزارش‌ها را مورد بررسی قرار می‌دهد و نگرانی‌ها و توصیه‌های مربوط به کشورهای ذی‌نفع را در قالب «نتیجه‌گیری‌ها بر اساس مشاهدات» ارائه می‌کند. در شرایط خاص، کمیته ضدشکنجه ملل متحد ممکن است شکایت‌ها یا ارتباطات افرادی که مدعی‌اند حقوقشان تحت کنوانسیون نقض شده است را مورد بررسی قرار دهد.
به‌طور معمول نشست‌های کمیته ضدشکنجه در آوریل/مه و نوامبر هر سال در ژنو برگزار می‌شود و اعضای آن برای مدت چهار سال توسط کشورهای عضو انتخاب می‌شوند و می‌توانند برای انتخاب مجدد نامزد شوند. در حال حاضر اعضای(CAT) که در سپتامبر ۲۰۱۷ انتخاب شدند عبارتند از:

## اعضای کمیته ضدشکنجه (CAT)
بر اساس ماده ۱۷ کنوانسیون، کمیته ضدشکنجه مرکب از ده کارشناس عالی‌رتبه با رای مخفی دولت‌های عضو برای یک دورهٔ چهار ساله انتخاب می‌شوند براساس (بندهای ۲ و ۷ ماده ۱۷)
| نام                              | کشور                | پایان دوره     |
| -------------------------------- | ------------------- | -------------- |
| اسادیا بلمیر (معاون دبیرکل)      | مراکش               | ۳۱ دسامبر ۲۰۲۱ |
| دیگو رودریگز پینزون              | کلمبیا              | ۳۱ دسامبر ۲۰۲۱ |
| فلیسیا گائر (معاون-رئیس)         | ایالات متحده آمریکا | ۳۱ دسامبر ۲۰۱۹ |
| عبدالوهاب هانی                   | تونس                | ۳۱ دسامبر ۲۰۱۹ |
| کلاود هلانت روسانت (معاون -رئیس) | مکزیک               | ۳۱ دسامبر ۲۰۱۹ |
| ینز مودویک (رئیس)                | دانمارک             | ۳۱ دسامبر ۲۰۲۱ |
| بختیار تازموخامدوف               | روسیه               | ۳۱ دسامبر ۲۰۲۱ |
| آنا باکو                         | مولدووا             | ۳۱ دسامبر ۲۰۱۹ |
| سباستیان توز (گزارشگر)           | فرانسه              | ۳۱ دسامبر ۲۰۱۹ |
| هونگونگ ژانگ                     | چین                 | ۳۱ دسامبر ۲۰۲۱ |

## اسناد منتشرشده
- Auswärtiges Amt: ABC der Vereinten Nationen, Menschenrechtspakte und ihre Überprüfungsorgane S. 155 ff. , Mai 2017, 9. Auflage, pdf, 308 S.
- CPT: CPT-Standards S. 95 Kap. VII. Straflosigkeit (der Folter) bekämpfen, pdf, 108 S.
- Europarat: Zur unabhängigen und effektiven Untersuchung von Beschwerden gegen die Polizei, CommDH(2009)4, 12. März 2009, pdf, 19 S.
- Manfred Nowak: Einführung in das internationale Menschenrechtssystem. Neuer Wissenschaftlicher Verlag, Wien 2002, شابک ‎۳−۷۰۸۳−۰۰۸۰−۷.
- UNHCHR The Istanbul Protocol Manual on the Effective Investigation and Documentation of Torture and Other Cruel, Inhuman or Degrading Treatment Punishment, New York und Genf 2004, engl. , pdf. 81 S.
- UNHCHR: The United Nations Human Rights Treaty System Fact Sheet No. 30/Rev.1; New York und Genf, 2012, pdf. 74 S.
- UNHCHR: Individual Complaint Procedures under the United Nations Human Rights Treaties Fact Sheet No.7/Rev.2, pdf. 20 S.
- UNHCHR: A Handbook for Civil Society Working with the United Nations Human Rights Programme, New York und Genf, 2008, engl. , pdf. 206 S.
- UNHCHR: Handbook for Human Rights Treaty Body Members New York und Genf, 2015, engl. , pdf. 98 S.
- CAT: The Committee against Torture, Fact Sheet No.17, New York und Genf, pdf. 10 S.